# Afrixalus paradorsalis
Afrixalus paradorsalis är en groddjursart som beskrevs av Perret 1960. Afrixalus paradorsalis ingår i släktet Afrixalus och familjen gräsgrodor. IUCN kategoriserar arten globalt som livskraftig. Inga underarter finns listade i Catalogue of Life.